# Pokémon Ranger
Pokémon Ranger är ett spel för Nintendo DS. 
Pokémon Ranger handlar om en protagonist, det vill säga du. Du får välja mellan att vara en pojke eller en flicka i början av spelet. Beroende på om man väljer pojken eller flickan i början av spelet får man olika pokémon att börja med.
Om man väljer pojken, får man Minun som Pokémon i början av spelet. Om man väljer flickan får man Plusle som Pokémon. I spelet kan man fånga pokémon genom att använda stylusen för att göra ringar runt dem. 
Två av spelets mål är besegra de onda "Team Go-Go". Det andra är att hitta Manaphy-ägget. En funktion i spelet är att när man har hittat Manaphy-ägget så kan man överföra det till Pokémon Diamond eller Pearl
Spelet kom ut 23 mars år 2006 i Japan. 30 oktober 2006 kom spelet till USA, och till Europa den 13 april 2007.